# Cânticos de Fé
Cânticos de Fé é o primeiro álbum musical de Romildo Ribeiro Soares, lançado em 31 de março de 2017 sob o rótulo Graça Music. O álbum contém 14 músicas inéditas descritas abaixo, exceto pela canção "Não Pode ser Triste", gravada pela cantora Mara Dalila em 1979 e pela canção "Segura na Mão de Deus", gravada pelos cantores Luiz de Carvalho, Carmen Silva, Mara Lima, entre outros.

## Faixas
1. Canta Meu Povo
2. O Caminho É a Graça
3. Livros da Bíblia
4. Esta Alegria
5. Cantai ao Senhor
6. Não Pode Ser Triste
7. Oração
8. Está, Sim, pela Fé
9. Segura na Mão de Deus
10. Aleluia, Aleluia, Aleluia
11. Quando Preguei o Nome de Jesus